# Lotus Film
Lotus Film est une société de production cinématographique et télévisuelle dont le siège est à Vienne (Autriche). Elle est fondée en 1982 par Erich Lackner. Initialement elle produit des films sur l'exploration et les sports extrêmes et en plein air. Dans les années 1990, elle se tourne vers la production de documentaires, de longs métrages de cinéma d'art et essai.
Son plus grand succès est le premier film de Barbara Albert, Banlieue nord, qui obtient de nombreuses récompenses internationales à sa sortie en 1999. Elle travaille aussi avec Ulrich Seidl pour Mit Verlust ist zu rechnen (1992) et Tierische Liebe (1996). Elle révèle le cinéaste Michael Glawogger avec son documentaire La Mort du travailleur (2005) qui reçoit le prix du film allemand du meilleur documentaire, et sa fiction Slumming (2006).

## Production

### Fictions
- Attwenger de Wolfgang Murnberger, Florian Flicker, Bernhard Weirather (1995)
- Jugofilm de Goran Rebic (1997)
- Lévi, le youpin de Didi Danquart (1999)
- Banlieue nord de Barbara Albert (1999)
- Der Umweg de Frouke Fokkema (2000)
- Spiel im Morgengrauen (TV) de Götz Spielmann (2001)
- Blue Moon d'Andrea Maria Dusl (2002)
- Normale Zeiten d'Elisabeth Scharang (2002)
- Donau, Dunaj, Duna, Dunau, Dunarea de Goran Rebic (2003)
- Villa Henriette de Peter Payer (2004)
- Antares de Götz Spielmann (2004)
- Kabale und Liebe (TV) de Leander Haußmann (2005)
- Kotsch de Helmut Köpping (2006)
- Slumming de Michael Glawogger (2006)
- Freigesprochen de Peter Payer (2007)
- Balkan Traffic – Übermorgen Nirgendwo de Markus Stein (2008)
- Contact High de Michael Glawogger (2009)
- Das Vaterspiel de Michael Glawogger (2009)
- Der Kameramörder de Robert A. Pejo (2010)
- Brand - Eine Totengeschichte de Thomas Roth (2011)
- Le Chinois (Der Chinese téléfilm de Peter Keglevic (2011)
- Stillleben de Sebastian Meise (2012)
- Grenzgänger de Florian Flicker (de) (2012)
- Die Vermessung der Welt de Detlev Buck (2012)
- The Strange Case of Wilhelm Reich d'Antonin Svoboda (2012)
- Die kleine Lady de Gernot Roll (2012)

### Documentaires
- Am Rande der Welt de Goran Rebic (1992)
- Mit Verlust ist zu rechnen d'Ulrich Seidl (1992)
- Die letzten Männer d'Ulrich Seidl (1995)
- Tierische Liebe d'Ulrich Seidl (1995)
- Bilder einer Ausstellung d'Ulrich Seidl (1996)
- Der Busenfreund (TV) d'Ulrich Seidl (1997)
- Un spécialiste, portrait d'un criminel moderne d'Eyal Sivan (1999)
- Megacities de Michael Glawogger (1999)
- Frankreich, wir kommen de Michael Glawogger (2000)
- Normale Zeiten d'Elisabeth Scharang (2001)
- Zur Lage: Österreich in sechs Kapiteln de Barbara Albert, Michael Glawogger, Ulrich Seidl, Michael Sturminger (2002)
- La Mort du travailleur de Michael Glawogger (2005)
- Über Wasser d'Udo Maurer (2006)
- Malibran Rediscovered – The first Diva de Michael Sturminger (2006)
- Am Limit de Pepe Danquart (2007)
- Die Frauenkarawane de Natalie Borgers (2009)
- Whores’ Glory de Michael Glawogger (2012)

## Source, notes et références
- (de) Cet article est partiellement ou en totalité issu de l’article de Wikipédia en allemand intitulé « Lotus Film » (voir la liste des auteurs).
- Lotus Film sur l’Internet Movie Database
- (de) Site officiel